# Dumb and Dumber
Dumb and Dumber is een Amerikaanse filmkomedie uit 1994 geschreven en geregisseerd door Peter en Bobby Farrelly. De hoofdrollen worden vertolkt door Jim Carrey en Jeff Daniels. Er verscheen in 2003 een vervolg getiteld Dumb and Dumberer: When Harry Met Lloyd, waaraan noch de broers Farrelly, noch Carrey, noch Daniels meewerkten. Diezelfde vier keerden wél terug voor het in 2014 uitgebrachte tweede vervolg, Dumb and Dumber To. 

## Verhaal
Lloyd Christmas en Harry Dunne zijn elkaars beste vrienden. Ze hebben allebei moeite met vrijwel elk aspect van het leven door hun gedeelde gebrek aan intelligentie. Op een dag ziet Lloyd dat Mary Swanson ergens een koffertje laat staan en neemt aan dat ze dat vergeten is. Hij besluit om het samen met Harry naar haar terug te brengen, in Aspen. Lloyd hoopt dat ze hem daarvoor zo dankbaar zal zijn dat ze spontaan verliefd op hem wordt. Het koffertje zit in werkelijkheid alleen vol met geld, bedoeld als losgeld voor criminelen die Mary's echtgenoot hebben ontvoerd. Zij zetten de achtervolging op Lloyd en Harry in, in de veronderstelling dat zij concurrenten uit het criminele circuit zijn.

## Rolverdeling
| Acteur         | Personage       |
| -------------- | --------------- |
| Jim Carrey     | Lloyd Christmas |
| Jeff Daniels   | Harry Dunne     |
| Lauren Holly   | Mary Swanson    |
| Mike Starr     | Joe Mentalino   |
| Karen Duffy    | J.P. Shay       |
| Charles Rocket | Nicholas Andre  |
| Teri Garr      | Helen Swanson   |

## Prijzen/nominaties
- 1995 - MTV Movie Awards 
Gewonnen: Best Comedic Performance (Jim Carrey) 
Gewonnen: Best Kiss (Lauren Holly en Carrey) 
Genomineerd: Best On-Screen Duo (Carrey en Jeff Daniels)
- 1995 - Razzie Awards 
Genomineerd: Worst New Star (Carrey)